# Bill Russell
William Felton "Bill" Russell (Monroe, Louisiana, 12. veljače 1934.) umirovljeni je američki profesionalni košarkaš. Igrao je na poziciji centra, a izabrali su ga Boston Celticsi u 1. krugu (2. ukupno) NBA drafta 1956. U svojoj trinaestogodišnjoj NBA karijeri ostvario je mnoge uspjehe. Igravši za Boston Celticse osvojio je 11 NBA prstena, 5 puta proglašavan je najkorisnijim igračem lige te je jedanput proglašen najkorisnijim igračem NBA All-Star utakmice. Russell je dvanaesterostruki NBA All-Star, te je jedanaest puta biran u All-NBA momčad i jednom u All-Defensive momčad. 
Zajedno s Henryjem Richardom, zvijezdom NHL-a, Russell drži rekord po broju osvojenih naslova, kao igrač, u Sjevernoj Americi. Prije profesionalne karijere, Russell je predvodio sveučilište u San Franciscu do osvajanja dva uzastopna NCAA natjecanja. Russell se smatra jednim od najboljih obrambenih igrača u povijesti NBA lige zbog svojih sjajnih blokada i izvrsne obrane jedan na jedan što je bio ključ Bostonovog uspjeha. Bio je jednako dobar u skokovima te je ligu predvodio čak pet puta u toj kategoriji, a u svojoj karijeri sakupio je 21 620 skokova. Jedan je od dvojice igrača (drugi je Wilt Chamberlain) koji su u jednoj utakmici sakupili više od 50 skokova. Međutim, igrao je sjajno i u napadu te je imao vrlo dobre dodavačke sposobnosti, a u svojoj karijeri postigao je 14 522 poena i 4 100 asistencija. Nakratko je bio i trener. Trenirao je Boston Celticse tri godine i u isto vrijeme bio i igrač. Nakon umirovljenja, 1973. godine Russell je prihvatio posao glavnog trenera Seattle SuperSonicsa gdje je proveo četiri godine. Potom je postao trener Sacramento Kingsa, ali je ubrzo dobio otkaz.
Russell je član Košarkaške Kuće slavnih i Sveučilišne Kuće slavnih. 1996. godine primio je veliko priznanje kada je uvršten u popis 50 najvećih igrača u povijesti NBA lige. 2007. godine Russell je primljen u FIBA-inu Kuću slavnih, a 14. veljače 2009., povjerenik NBA lige, David Stern, preimenovao je nagradu za najkorisnijeg igrača NBA finala u Russellovu čast te ona danas nosi naziv Trofej "Bill Russell" za najkorisnijeg igrača NBA finala.

## Rani život
Russell je rođen kao sin Charlesa i Katie Russell, u Monroeu u saveznoj državi Louisiani. Grad Monroe je u to doba bio rasno podijeljen te se u ranom djetinjstvu Russell morao suočiti s time. Zbog sve većih rasnih problema, u dobi od osam godina Russell se s obitelji preselio u Oakland. Budući da mu je obitelj bila jako siromašna, Russell je svoje djetinjstvo proveo po brojnim domovima. U dobi od 12 godina, Russell je doživio teški emocionalni šok kad mu je majka umrla, a njegov otac odustao od posla vozača kamiona te se zaposlio u tvornici metala kako bi bio što bliže sirotištu u kojem je Russell bio smješten. U početcima pohađanja srednje škole McClymonds High School, Russell se mučio s košarkaškim vještinama. Bio je dobar trkač i skakač te je imao iznimno velike ruke, ali jednostavno nije razumio košarku te je izbačen iz momčadi. Tijekom druge godine srednje škole Russell se ponovno prijavio u momčad te je zamalo izbačen, ali tadašnji trener uočio je Russellov sportski talent te ga je poticao da usavrši osnove košarke. Ubrzo je postao prosječan igrač te je prave igre počeo pokazivati tek na četvrtoj godini srednje škole kada je razvio vrlo zanimljiv način igranja obrane s puno skokova i blokiranih šuteva. 

## Sveučilište
Nakon završetka srednje škole, Russella su mnoga sveučilišta jednostavno zaobišla. Međutim, na jednoj njegovoj utakmici bio je i trener sveučilišta u San Franciscu. On nije bio zadivljen njegovom sposobnošću zabijanja koševa ili poznavanja osnova već je ostao zadivljen njegovom srčanom igrom pogotovo u ključnim situacijama. Kada mu je Hal DeJulio ponudio stipendiju, Russell ju je bez većeg razmišljanja prihvatio. Tada je Russell shvatio da mu je košarka jedini izlaz iz siromaštva i rasne diskriminacije. 
Na sveučilištu je Russell postao startni centar momčadi te je imao jako dobrog trenera kojeg uopće nije smetala rasa, te je postao prvi trener koji je u momčadi imao trojicu crnaca. Tijekom boravka na sveučilištu, Russell je usavršio svoj jedinstveni način igranja obrane koristeći se svojom brzinom i agresivnošću kako bi prisilio druge suparnike na promašaj ili blokadu. Russellu i njegovim suigračima često je bilo teško igrati jer su im iz gledališta dovikivali uvrede često i na rasnoj osnovi. Jednom prilikom izbio je incident kada su igrači Russellove momčadi pokušali odsjesti u hotelu u Oklahoma Cityu. Osoblje hotela odbilo je ugostiti trojicu tamnoputih igrača, među kojima je bio i Russell. Ostatak momčadi, uključujući i trenera, zgrožen tom situacijom protestirao je na način da su raširili šatore u hotelskom dvorištu. 
Russell je odveo svoju momčad do osvajanja dva NCAA natjecanja 1955. i 1956. godine, uključujući niz od čak 55 uzastopnih pobjeda. Tada je postao poznat po svojoj snažnoj igri u obrani i blokadama, uključujući 13 blokada u jednoj utakmici. Trener sveučilišta UCLA prokomentirao je Russellove izvedbe rekavši:„Russell je najbolji obrambeni igrač kojeg sam ja ikad vidio.“ Tijekom svoje sveučilišne karijere Russell je prosječno postizao 20.7 poena i 20.3 skokova po utakmici. Osim u košarci natjecao se u atletici, tj. u trčanju na 400 metara te skoku u dalj. 1956. godine Russell se prijavio na NBA draft.

## NBA karijera

### NBA draft
Prije NBA drafta treneru Boston Celticsa, Redu Auerbachu, svidio se Russellov način igre u obrani te je pomislio da je to jedino što mu nedostaje da stvori sjajnu momčad. Budući da su Celticsi prethodne sezone bili drugi, propala je mogućnost draftiranja Russella jer su Celticsi imali jako nizak izbor. Auerbachu je ostala još jedna mogućnost, a to je bila zamjena. Odlučio se odreći šesterostrukog NBA All-Star igrača Eda Macauleyja i zamijeniti ga za Russella kojeg su već izabrali St. Louis Hawksi. Međutim Hawksi su zatražili poboljšanje ponude i Cliffa Hagana koji je tada služio vojsku. Auerbach se nakon puno razmišljanja odlučio odreći i usluga Cliffa Hagana te je zamjena uspješno obavljena. Prije toga, na draftu, Celticsi su izabrali buduće članove Kuće slavnih K. C. Jonesa i Toma Heinsohna. Taj je draft kasnije prozvan jednim od najboljih u povijesti sjevernoameričkog sporta.

### 1956. – 1959.
Russell se nije mogao pridružiti Celticsima sve do prosinca 1956. godine zbog Olimpijskih igara. Svoj debi u dresu Celticsa, Russell je ostvario 22. prosinca 1956., upravo protiv St. Louis Hawksa koje je predvodio Bob Pettit. Auerbach je postavio Russella da "ugasi" Pettitovu nadmoć. Russell nije nimalo razočarao, već je svojom sjajnom obranom jedan na jedan prisilio Pettita na promašaje ili blokade. Nakon povratka, odigrao je 48 utakmica te je prosječno postizao 14.7 poena i 19.6 skokova. Celticsi su prije toga bili više ofenzivna momčad te je upravo Russell donio tu obrambenu nadmoć koju je Auerbach iskoristio te momčad poučavao žestokoj obrani koja je protivnike prisilila na mnogo pogrešaka što je onda dovelo do lakih poena. Njegova igra u obrani bila je izvrsna, a pogotovo njegove blokade koje je često primjenjivao na utakmicama. Celticsi su sezonu završili s omjerom 44-28. Međutim, Russell se ponovno našao na meti provokatora, te je tijekom utakmice s Knicksima primao brojne provokacije od strane njihovog centra. Nakon idućeg time-outa Russell se požalio Auerbachu te mu je ovaj odgovorio da uzme stvar u svoje ruke. Nakon iduće provokacije Russell mu se približio i udario ga šakom u lice. Poslije utakmice Russell je morao platiti kaznu od 25 dolara, ali više nije bio na meti provokacija i vrijeđanja. U momčadi Celticsa započeli su napeti odnosi između Heinsohna i Russella jer je Heinsohn osvojio nagradu za novaka godine iako ju je zaslužio Russell, ali je tako odlučeno jer Russell nije igrao gotovo pola sezone. Odnosi su postali još napetiji kada je Russell odbio dati atuogram Heinsohnovom rođaku, što je ovog razljutilo. Međutim kasnije su se odnosi smirili, ali su uvijek bili rezervirani, dok su npr. Bob Cousy i Russell razvili vrlo prijateljski odnos.
Godine 1957, u finalu Istočne konferencije, Celticsi su se susreli sa Syracuse Nationalsima. 
Prvu utakmicu doigravanja Russell je završio sa 16 poena, 31 skokom i prema zapisima sa 7 blokada (tada se još nisu brojile blokade). Celticsi su pobijedili u utakmici 108:89, a konačni rezultat serije je bio 3-0 te su Celticsi ostvarili prvo NBA finale u povijesti franšize. 
U NBA finalu susreli su se upravo sa St. Louis Hawksima. Momčadi su podijelile prvih šest utakmica, te je rezultat serije bio 3-3. Što se dalje serija odmicala tenzije su sve više rasle tako da je u 3. utakmici Auerbach udario suparničkog trenera i zaradio kaznu od 300 dolara. U sedmoj utakmici Russell je davao sve od sebe kako bi "usporio" Pettita, ali je upravo Heinsohn, sa svojih 37 poena, održavao Celticse u utakmici. Russell je svojom blokadom nad Colemanom održao vodstvo Celticsa 103:102 i to 40 sekundi prije kraja utakmice. U drugom produžetku su se obje momčadi suočile s problemima u osobnim pogreškama, jer je bio Heinsohn izbačen, a Hawksima su ostala još samo sedmorica igrača na raspolaganju. Celticsi su vodili 125:132 sekundu prije kraja utakmice. Bek Hawksa pokušao je dugim alley-oopom naći Petitta, ali on nije uspio pogoditi koš te su Celticsi osvojili svoj prvi NBA naslov.
U sezoni 1957./58. Russell je prosječno postizao 16.6 poena i 22.7 skokova. Na kraju sezone Russell je izabran za najkorisnijeg igrača lige, ali je izabran tek u All-NBA dugu petorku. Celticsi su ostvarili 49 pobjeda te su lagano osigurali doigravanje. Ponovno su ostvarili finale gdje su se ponovno susreli sa St. Louis Hawksima. Nakon prve dvije utakmice rezultat je bio 1-1. U trećoj utakmici Russell je ozlijedio nogu te nije mogao više sudjelovati u doigravanju. Četvrtu utakmicu iznenađujuće su dobili Celticsi, dok su u petoj i šestoj utakmici pobjedu odnijeli Hawksi predvođeni Petittom koji je u odlučujućoj šestoj utakmici postigao 50 poena. Iduće sezone Russell je nastavio s odličnim igrama te je prosječno postizao 16.7 poena i 23 skoka. Celticsi su sezonu završili s 52 pobjede te su u NBA finalu s lakoćom svladali Minneapolis Lakerse rezultatom 4-0.

### 1959. – 1966.
U sezoni 1959./60. NBA liga dobila je još jednog sjajnog centra i budućeg člana Košarkaške Kuće slavnih, Wilta Chamberlaina koji je u rookie sezoni prosječno postizao čak 37.6 poena. 7. studenog 1959. po prvi puta sučelila su se i možda dva najbolja centra u povijesti NBA lige, Bill Russell i Wilt Chamberlain. Russell je bio više obrambeni, dok je Chamberlain bio više ofenzivni igrač. Unatoč tome što je Chamberlain nadmašio Russella s 30 nasuprot 22 poena, Celticsi su ipak odnijeli pobjedu rezultatom 115:106. Tada je počelo jedno od najvećih rivalstava Chamberlain-Russell te je proglašeno novo doba košarke. Russell je odveo Celticse do 59 pobjeda u regularnom dijelu, uključujući niz od 17 uzastopnih pobjeda. U finalu Istoka Celticsi su se susreli s Chamberlaineovim Philadelphia Warriorsima. Iako je Chamberlain nadmašio Russella s ukupno 81 poenom, njegovi su Celticsi su odnjeli pobjedu u seriji rezultatom 4-2. U NBA finalu 1960. Celticsi su pobijedili Hawkse rezultatom serije 4-3 i osvojili svoj treći NBA naslov u posljednje četiri godine. U drugoj utakmici finala Russell je postavio NBA rekord sakupivši čak 40 skokova, a u odlučujućoj sedmoj utakmici postigao je 22 poena i 35 skokova. U sezoni 1960./61. Russell je prosječno postizao 16.9 poena i 22.3 skokova i odveo momčad do omjera 57-22. U finalu Istoka svladali su Syracuse Nationalse u pet utakmica dok su u NBA finalu s lakoćom svladali St. Louis Hawkse rezultatom 4-1 i osvojili još jedan NBA naslov.
Iduće sezone Russell je imao prosjek od 18.9 poena i 23.6 skokova. Chamberlain je u toj sezoni bio na prosjeku od 50.4 poena te je postigao 100 poena u jednoj utakmici, ali je Russell odveo momčad do 60 pobjeda u regularnom dijelu te je izabran za najkorisnijeg igrača lige. U doigravanju su se još jednom susreli s Chamberlainom i njegovim Warriorsima. U toj seriji Russell je odigrao sjajnu obranu na Chamberlainu te je znatno smanjio onaj prosjek od 50.4 poena po utakmici. U sedmoj utakmici Sam Jones je dvije sekunde prije kraja postigao ključni koš kojim je odveo Celticse do pobjede. U NBA finalu Celticsi su se susreli s Los Angeles Lakersima koje su predvodili Jerry West i Elgin Baylor. Prvih šest utakmica bile su podijeljene te je serija bila izjednačena na rezultatu 3-3. U sedmoj utakmici rezultat je bio izjednačen sekundu prije kraja, a Lakersi su imali zadnji napad. Međutim, igrač Lakersa je promašio te su se igrali produžetci. Nakon problema s osobnim pogreškama, Celticsi su ostali bez napadačke četvorke te je Russell ostao sam. Međutim Russell je sa suigračem Guarliamom prisilio Baylora na promašaje te je s 30 poena i 40 skokova odveo momčad do pobjede i još jednog NBA naslova. U sezoni 1962./63. Bob Cousy je otišao u mirovinu te su Celticsi izgubili važnog igrača, ali su na draftu izabrali Johna Havliceka koji je nadoknadio nedostatak. Te sezone Russell je prosječno postizao 16.8 poena i 23.6 skokova. Osvojio je još jednu titulu za najkorisnijeg igrača lige te je s 19 poena i 24 skoka proglašen najkorisnijim igračem NBA All-Star utakmice. U doigravanju su Celticsi ostvarili NBA finale te su pobijedili Los Angeles Lakerse rezultatom 4-2.
U sezoni 1963./64. Russell je prosječno postizao 15 poena i 24.7 skokova te je odveo Celticse do omjera 58-22. U finalu Istoka svladali su Cincinnati Royalse rezultatom 4-1 dok su se u NBA finalu ponovno susreli s Wiltom Chamberlainom i San Francisco Warriorsima koje su svladali u pet utakmica. To je bio šesti uzastopni, ukupno sedmi Russelov naslov u osam godina igranja košarke. U sezoni 1964./65. Russell je ponovno bio sjajan te je prosječno postizao 14.1 poena i 24.1 skokova i tako je odveo Celticse do 62 regularne pobjede. Po peti put proglašen je najkorisnijim igračem lige te je osigurao drugu uzastopnu titulu za najboljeg skakača lige. U finalu Istoka Celticsi su se susreli s Philadelphia 76ersima, koji su zamjenom u svoje redove doveli Chamberlaina, te je ponovno ostvaren dvoboj Russell-Chamberlain. U petoj utakmici serije Russell je postigao 28 skokova, 10 blokada, 7 asistencija i 6 ukradenih lopti. U sedmoj i najdramatičnijoj utakmici serije Russell je pet sekundi prije kraja, pri vodstvu 76ersa 110:109, pogriješio i lopta je došla u ruke igrača 76ersa. Nakon time-outa lopta se izvodila sa strane. Lopta je ubačena u teren, a John Havlicek ju je spretno ukrao i položio u koš za pobjedu Celticsa i ulazak u još jedno NBA finale. U finalu su imali nešto lakši posao te su svladali Los Angeles Lakerse rezultatom 4-1. U sezoni 1965./66. Celticsi su osvojili svoj osmi uzastopni NBA naslov preko Philadelphia 76ersa i Los Angeles Lakersa koje su svladali u sedam utakmica. Te sezone Russell je prosječno postizao 12.9 poena i 22.8 skokova. To je bio prvi put u sedam godina da je Russellu pao prosjek ispod 23 skoka po utakmici.

### 1966. – 1969.
Nekoliko dana prije početka sezone 1966./67. Auerbach se odlučio na umirovljenje. Za svog je nasljednika želio Franka Ramseyja, ali je Ramsey imao drugih obaveza te je odbio ponudu Celticsa da zauzme mjesto glavnog trenera. Posao je ponuđen Bobu Cousyju, ali je on izjavio da ne bi mogao trenirati bivše suigrače, dok je Tom Heinsohn također odbio ponudu misleći da ga Russell neće slušati. Međutim Heinsohn je Auerbachu predložio Russella te je nakon Auerbachovog upita Russell pristao. Time je Russell postao prvi afroamerički trener u povijesti NBA lige. Međutim Celticsi nisu odigrali baš dobro, dok su Chamberlainovi 76ersi odigrali sjajno i pobijedili u 68 regularnih utakmica. U finalu Istoka Celticsi su se susreli sa 76ersima koji su ih iznenađujuće svladali rezultatom 4-1. U petoj utakmici 76ersi su slomili obranu Celticsa te su im utrpali čak 140 poena. Nakon utakmice Russell je otišao u svlačionicu i stisnuo ruku Chamberlainu te mu čestitao na sjajnoj izvedbi. U sezoni 1967./68. Russell je i s 34 godine uspio prosječno postizati 12.5 poena i 18.6 skokova. U finalu Istoka 76ersi su bili blagi favoriti zbog boljeg regularnog omjera. Nakon atentata 4. travnja 1968. na Martina Luthera Kinga, mnogi afroamerički igrači obje močadi bili su u šoku te su pozivali ligu da otkažu ovu seriju. Međutim, ništa nije odgođeno te su igrači morali odigrati tu seriju. U prvoj utakmici Celticsi su pobijedili rezultatom 127:118, a u drugoj utakmici pobjedu odnose 76ersi rezultatom 115:106. U trećoj i četvrtoj utakmici 76ersi pobjeđuju te su bili blizu NBA finala jer ni jedna momčad nije uspjela nadoknaditi zaostatak od 3-1 u seriji. Međutim, Celticsi su podigli igru na višu razinu te su predvođeni Johnom Havlicekom pobijedili u iduće tri utakmice i postali prva momčad koja je nadoknadila zaostatak od 3-1 u seriji. U NBA finalu svladali su Los Angeles Lakerse 4-2 i time je Russell osvojio svoj deseti NBA prsten u dvanaest godina igranja. Nakon kraja sezone Russell je izabran za igrača godine po magazinu "Sports Illustrated".
U sezoni 1968./69. Russell je doživio slom. Nakon atentata na Roberta F. Kennedyja, početka rata u Vijetnamu i razvoda od svoje supruge Rose, Russell je bio uvjeren da je SAD korumpirana država i da troši svoje vrijeme igrajući košarku u SAD-u. Russell se udebljao 7 kilograma te je izašao iz forme. Nakon utamice s Knicksima Russell se požalio na stalne bolove te su mu liječnici dokazali da se previše iscrpio. Russell je i unatoč tome prosječno postizao 9.9 poena i 19.3 skokova. Celticsi su sezonu završili s omjerom 48-34 i zauzeli tek četvrto mjesto na Istoku. U doigravanju, Celticsi su preko 76ersa i Knicksa doši do NBA finala i ponovno se susreli s dosta jačim Lakersima kojima se pridružio Wilt Chamberlain. Russell je odlučio ne udvajati Westa, a West mu je zahvalio s 53 u prvoj i 41 poenom i drugoj utakmici koje su Lakersi dobili. Russell je uvidjevši pogrešku odlučio udvajati Westa te su Celticsi pobijedili trećoj utakmici. U četvrtoj utakmici Celticsi su vodili za jedan poen sedam sekundi prije kraja utakmice. Nakon što je Baylor stao na crtu lopta je došla u ruke Celticsa. Jones je poveo loptu i dodao Havliceku koji je pogodio koš za zvukom sirene i serija je bila izjednačena. Iduće dvije utakmice bile su podijeljene te se odluka o prvaku donosila u sedmoj utakmici. U sedmoj utakmici Celticsi su pobijedlili rezultatom 108:106, a Russell je osvojio svoj jedanaesti prsten u trinaest godina karijere. West je osvojio nagradu za najkorisnijeg igrača NBA finala (to je bio prvi put da je igrač iz poražene momčadi osvojio ovu nagradu). Russell je ubrzo otišao u mirovinu, a navijači Celticsa osjećali su se izdano jer je Russell napustio momčad koja je ostala bez kvalitetnog centra i trenera. Celticsi su iduću sezonu završili s omjerom 34-48 i propustili doigravanje po prvi put nakon 1950. godine.

### Rivalstvo Russell-Chamberlain
Tijekom većeg dijela svoje karijere Russell je bio vrlo blizak prijatelj sa svojim rivalom Wiltom Chamberlainom. Međutim, odnosi su postali napeti nakon sedme utakmice NBA finala 1969. godine. U toj vrlo izjednačenoj utakmici Chamberlain je šest minuta prije kraja izašao s terena i nije se više vratio. Russell ga je optužio da je kukavica i da se nije mogao suočiti s time da bi Lakersi možda mogli izgubiti dok je Chamberlian, koji zbog teško ozlijeđenog koljena nije mogao igrati doigravanje i većinu iduće sezone, izjavio da mu je Russell zabio nož u leđa. Ova dvojica igrača nisu razgovarala više od 20 godina, iako je Russell pokušao ispraviti stvari. Nakon Chamberlainove smrti 1999. godine, njegov nećak izjavio je da je Russell druga osoba koju bi on obavijestio o Chamberlainovoj smrti.

### Karijera nakon umirovljenja
1972. godine Celticsi su odlučili umiroviti dres s brojem 6 u čast svog centra Billa Russella koji je samo tri godine kasnije izabran u Košarkašku Kuću slavnih. Nakon umirovljenja, 1973. godine preuzeo je Seattle SuperSonicse. Međutim po prvi puta njegova obrambena taktika nije uspjela te se mučio s ulaskom u doigravanje. Sonicse je napustio 1977. godine te je svoju karijeru tamo završio s omjerom pobjeda i poraza 162:166. U sezoni 1987./88. Russell je preuzeo Sacramento Kingse s kojima je ostvario omjer 17-41 te je dobio otkaz s mjesta glavnog trenera. Uz to Russell je ubrzo pao u financijske probleme nakon što je investirao 250 tisuća dolara u plantaže u Liberiji gdje je želio provesti ostatak života. Međutim, ta investicija nije se pokazala korisnom jer su plantaže ubrzo bankrotirale. U siječnju 2006. Russell je nagovorio Shaquillea O'Neala da zakopa ratnu sjekiru s Kobeom Bryantom i da se ponovno pomire. Kanije te godine primljen je u Sveučilišnu Kuću slavnih zbog svog doprinosa sveučilišnoj košarci. 14. veljače 2009. godine povjerenik NBA lige, David Stern, preimenovao je nagradu za najkorisnijeg igrača NBA finala u Russellovu čast te ona danas nosi naziv Trofej "Bill Russell" za najkorisnijeg igrača NBA finala. Nakon NBA finala 2009. Russell je osobno uručio Kobeu Bryantu ovu prestižnu nagradu.

## Američka reprezentacija
Prije svoje rookie sezone, Russell je imao dvije opcije: ostati s Celticsima i odigrati cijelu sezonu, ili nastupati na Olimpijskim igrama u Melbourneu 1956. godine i propustiti dio sezone. Russell se odlučio na drugu opciju želeći što više pomoći reprezentaciji. Međutim, prije natjecanja nastali su problemi jer je jedan od čelnika olimpijskog saveza prozvao Russella profesionalcem jer je potpisao profesionalni ugovor. Russell je tada izjavio da će se natjecati u skoku u dalj ako ne bude mogao igrati košarku. Unatoč tim problemima, Russellu je kasnije dopušten nastup te je kao kapetan momčadi odveo reprezentaciju do zlatne medalje preko reprezentacije SSSR-a rezultatom 89:55. Reprezentacija SAD-a dominirala je cijelim turnirom pobjeđujući u prosjeku s 53.5 poena razlike, a Russell je predvodio momčad s 14.1 poena dok je njegov budući suigrač K. C. Jones prosječno postizao 10.9 poena. 

## Privatni život
Russell je bio u braku sa svojom dugogodišnjom djevojkom Rose Swisher od 1956. do 1973. godine. Imali su troje djece, kćer Karen Russell i dvojicu sinova Williama Jr. i Jacoba. 1977. godine Russell se oženio s Dorothy Anstett, miss SAD-a iz 1968. godine, ali su se rastali 1980. godine. 

## NBA statistika

### Igračka statistika

#### Regularni dio
| Godina    | Klub   | Odig. uta. | Uta. poč. | Min. | 2P%  | 3P%               | Sl. bac.% | Skok. | Asist. | Ukr. lop.       | Blok.           | Poena |
| --------- | ------ | ---------- | --------- | ---- | ---- | ----------------- | --------- | ----- | ------ | --------------- | --------------- | ----- |
| 1956./57. | Boston | 48         | 48        | 35.3 | .427 | nisu bile uvedene | .492      | 19.6  | 1.8    | nisu se brojale | nisu se brojale | 14.7  |
| 1957./58. | Boston | 69         | 69        | 38.3 | .442 | —                 | .519      | 22.7  | 2.9    | —               | —               | 16.6  |
| 1958./59. | Boston | 70         | 70        | 42.6 | .457 | —                 | .598      | 23.0  | 3.2    | —               | —               | 16.7  |
| 1959./60. | Boston | 74         | 74        | 42.5 | .467 | —                 | .612      | 24.0  | 3.7    | —               | —               | 18.2  |
| 1960./61. | Boston | 78         | 78        | 44.3 | .426 | —                 | .550      | 23.9  | 3.4    | —               | —               | 16.9  |
| 1961./62. | Boston | 76         | 76        | 45.2 | .457 | —                 | .595      | 23.6  | 4.5    | —               | —               | 18.9  |
| 1962./63  | Boston | 78         | 78        | 44.9 | .432 | —                 | .555      | 23.6  | 4.5    | —               | —               | 16.8  |
| 1963./64. | Boston | 78         | 78        | 44.6 | .433 | —                 | .550      | 24.7  | 4.7    | —               | —               | 15.0  |
| 1964./65. | Boston | 78         | 78        | 44.4 | .438 | —                 | .573      | 24.1  | 5.3    | —               | —               | 14.1  |
| 1965./66. | Boston | 78         | 78        | 43.4 | .415 | —                 | .551      | 22.8  | 4.8    | —               | —               | 12.9  |
| 1966./67. | Boston | 81         | 81        | 40.7 | .454 | —                 | .610      | 21.0  | 5.8    | —               | —               | 13.3  |
| 1967./68. | Boston | 78         | 78        | 37.9 | .425 | —                 | .537      | 18.6  | 4.6    | —               | —               | 12.5  |
| 1968./69. | Boston | 77         | 77        | 42.7 | .433 | —                 | .526      | 19.3  | 4.9    | —               | —               | 9.9   |
| Ukupno    |        | 963        | 963       | 42.3 | .440 | —                 | .561      | 22.5  | 4.3    | —               | —               | 15.1  |
| All-Star  |        | 12         | 12        | 28.5 | .459 | —                 | .529      | 11.5  | 3.25   | —               | —               | 10.0  |

### Trenerska statistika
| Klub       | Godina    | Uta. | Pob. | Izg. | Pob.–Izg.% | Završetak                | Uta. vodio | Uta. pob. | Uta. izg. | Rezultat                        |
| ---------- | --------- | ---- | ---- | ---- | ---------- | ------------------------ | ---------- | --------- | --------- | ------------------------------- |
| Boston     | 1966./67. | 81   | 60   | 21   | .671       | 2. u Istočnoj diviziji   | 9          | 4         | 5         | Poraz u konferencijskom finalu  |
| Boston     | 1967./68. | 82   | 54   | 28   | .659       | 2. u Istočnoj diviziji   | 19         | 12        | 7         | Pobjeda u NBA finalu            |
| Boston     | 1968./69. | 82   | 48   | 34   | .585       | 4. u Istočnoj diviziji   | 18         | 12        | 6         | Pobjeda u NBA finalu            |
| Seattle    | 1973./74. | 82   | 36   | 46   | .439       | 3. u Pacifičkoj diviziji | —          | —         | —         | Propustili doigravanje          |
| Seattle    | 1974./75. | 82   | 43   | 39   | .524       | 2. u Pacifičkoj diviziji | 9          | 4         | 5         | Poraz u polufinalu doigravanja  |
| Seattle    | 1975./76. | 82   | 43   | 39   | .524       | 2. u Pacifičkoj diviziji | 6          | 2         | 4         | Poraz u prvom krugu doigravanja |
| Seattle    | 1976./77. | 82   | 40   | 42   | .488       | 4. u Pacifičkoj diviziji | —          | —         | —         | Propustili doigravanje          |
| Sacramento | 1987./88. | 58   | 17   | 41   | .293       | otpušten                 | —          | —         | —         | —                               |
| Ukupno     |           | 631  | 341  | 290  | .540       |                          | 61         | 34        | 27        |                                 |

## Vanjske poveznice
- Službena stranica zaklade
- Profil na NBA.com
- Profil  Arhivirana inačica izvorne stranice od 12. svibnja 2013. (Wayback Machine) na Basketball-Reference.com
- Profil  Arhivirana inačica izvorne stranice od 19. studenoga 2008. (Wayback Machine) na sveučilištu
- Sažetak karijere na NBA.com
- Hall of Fame profil na FIBA.com